# Scooby-Doo en France
Scoubidou en France est une série d'animation franco-américaine composée d'épisodes de 4 minutes environ et mélangeant des images filmées avec le dessin animé des personnages.
L'équipe se compose des personnages habituels des séries Scooby-Doo, dit le Scooby-Gang : Scooby-Doo, Sammy, Fred, Véra et Daphné.
La série a été diffusée en France depuis 25 septembre 2011 sur France 3.

## Synopsis
Le Scooby-Gang entame un nouveau périple aux quatre coins de l’hexagone.
À bord de leur Mystery-Machine, la bande part à la découverte des régions de France.

## Fiche technique
- Production : Warner Bros TV / Kayenta Production
- Réalisation : Louis Bizon, Jean- François rébeillard, Gilles Baillon, Marion Plantier , Nicolas Marie.
- Montage Son et mixage : Nicolas Vallée
- Musique additionnelle : Universal Publishing Production Music
- Pays d'origine : France et États-Unis
- Format : mélange d'images filmées et d'animation
- Genre : animation, fantastique, comédie, suspense
- Durée : 4 à 6 minutes
- Dates de première diffusion : 25 septembre 2011[1] (France)

## Épisodes[2]
- Lorraine
- Bourgogne
- Le Limousin
- Midi-Pyrénées
- Poitou-Charentes
- L'Alsace
- Nord-Pas-de-Calais
- Aquitaine
- Auvergne
- Alsace-Lorraine
- La Bretagne
- Guadeloupe / Martinique
- Franche-Comté
- Corse
- Pays de la Loire
- Rhône-Alpes
- Provence-Alpes Côte d'Azur
- La Réunion
- Ile-de-France
- Normandie
- Centre

## Distribution

### Voix françaises
- Caroline Pascal : Véra Dinkley
- Joëlle Guigui et Céline Melloul : Daphné Blake
- Éric Missoffe : Sammy Rogers / Scooby-Doo
- Mathias Kozlowski : Fred Jones